# William E. Purcell

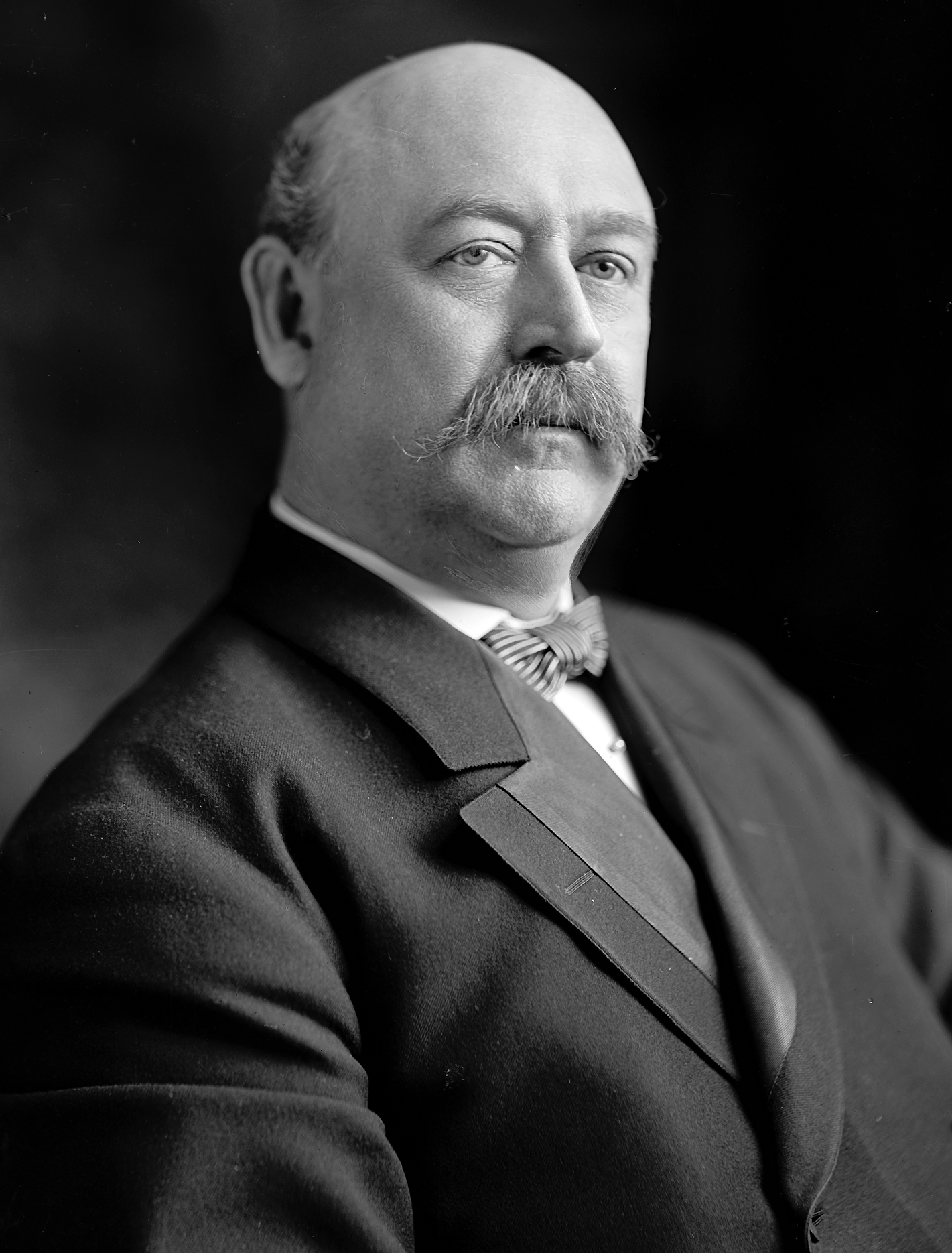
William E. Purcell

William Edward Purcell (* 3. August 1856 in Flemington, New Jersey; † 23. November 1928 in Wahpeton, North Dakota) war ein US-amerikanischer Politiker (Demokratische Partei), der den Bundesstaat North Dakota im US-Senat vertrat.
Nach dem Besuch der öffentlichen Schule und einem Studium der Rechtswissenschaften wurde Purcell 1880 in die Anwaltskammer von New Jersey aufgenommen und begann in seinem Heimatort Flemington zu praktizieren. Im folgenden Jahr zog er nach Wahpeton im Dakota-Territorium, wo er weiterhin als Anwalt arbeitete.
Im Jahr 1888 ernannte US-Präsident Grover Cleveland ihn zum Bundesstaatsanwalt für das Dakota-Territorium. Bereits im Jahr darauf trat Purcell zurück, nachdem er zum Mitglied des Verfassungskonvents für den neuen Bundesstaat North Dakota gewählt worden war. Von 1889 bis 1891 war er Bezirksstaatsanwalt im Richland County; dem Senat von North Dakota gehörte er von 1907 bis 1909 an.
Nach dem Tod von US-Senator Martin N. Johnson und dem schnellen Rücktritt von dessen Nachfolger Fountain L. Thompson wurde William Purcell für die Dauer der Vakanz in den US-Senat berufen. Er gehörte der Parlamentskammer vom 1. Februar 1910 bis zum 1. Februar 1911 an und bewarb sich vergeblich um das offizielle Mandat in der Nachwahl. Purcell arbeitete nach dem Ausscheiden aus dem Senat wieder als Jurist. 1917 wurde er zum Vorsitzenden der Food Conservation Commission ernannt.